# 1445 Konkolya
Az 1445 Konkolya (ideiglenes nevén 1938 AF) fő kisbolygóövbeli égitest, melyet 1938. január 6-án fedezett föl Kulin György Budapesten, a Svábhegyi Csillagvizsgálóban. Konkoly Thege Miklós csillagászról nevezte el. A kisbolygó a Themis-családba tartozik.
Kulin György ugyanazon a felvételen találta meg ezt a kisbolygót, mint amelyen az 1444 Pannoniát is felfedezte. Március 5-éig még egy tucat éjszakán sikerült lefényképeznie, majd 1939-ben, 1940-ben és 1941-ben is észlelte, így hamar a jól ismert pályájú aszteroidák közé került.